# Згоранські озера
Згора́нські озе́ра — ландшафтний заказник загальнодержавного значення в Україні. Розташований у межах Ковельського району Волинської області, біля села Згорани та села Сильне. 
Площа 705,6 га (початково — 196,5 га). Оголошений згідно з указом президента України від 10.12.1994 року № 750/94 та від 09.12.1998 року № 1341/98 (збільшення території). Перебуває у віданні ДП «Прибузьке лісове господарство», Гупалівське л-во: кв. 2, вид. 4-29, кв. 6-7, Крушинецьке л-во: кв. 43, кв. 45, вид. 1-2, 4-9, 11-33, 37-38, кв. 46, вид. 1-2, 5-22, 55-60. 
Під охороною — цінний природний комплекс, що складається з озер карстового походження (Велике Згоранське — 148,5 га, Мале Згоранське — 28,5 га, Оріхівське — 6,9 га, оточене лісовими масивами та болотами, а також окремо розташовані озера: Хмільники — 6,1 га, Лісне — 6,5 га), боліт та лісів, де переважають насадження сосни звичайної і вільхи чорної.  З тварин водяться: лелека чорний, лунь польовий, журавель сірий, сорокопуд сірий, горностай.
У рослинному покриві трав’яних низинних боліт домінують осоки омська і зближена. Біля оз. Великого Згоранського  трапляються мезотрофні болота з осоково-сфагновими, іноді очеретяно-осоково-сфагновими угрупованнями, де зростають журавлина болотяна, росичка круглолиста. 
Місця зростання рідкісних видів рослин: альдрованда пухирчаста, шейхцерія болотяна, осока Давелла, осока затінкова, занесених до Червоної книги України.
На обводнених ділянках навколо озера Велике Згоранське трапляється береза низька та жировик Льозеля, у чорновільхових лісах зростає щитолисник звичайний. На Згоранських озерах ростуть водні угруповання – латаття біле, латаття сніжно-біле, глечики жовті, занесені у Зелену книгу України. 
В озерах трапляються такі види риб: сазан, лящ звичайний, карась сріблястий, щука звичайна, окунь звичайний. Також в заказнику мешкають земноводні та плазуни: жаби озерна і трав’яна, кумка звичайна, ропуха зелена, ящірка прудка, черепаха болотяна, вуж звичайний, гадюка звичайна. 
З птахів поширені крижень, чирянки велика і мала, лиска, повзик, зяблик, вівчарик, сорока, сойка, сова вухата та ін. Трапляються рідкісні види: лелека чорний, лунь польовий, журавель сірий, сорокопуд сірий, горностай, занесені до Червоної книги України, жіжнародних природоохоронних списків та конвенцій.

## Галерея

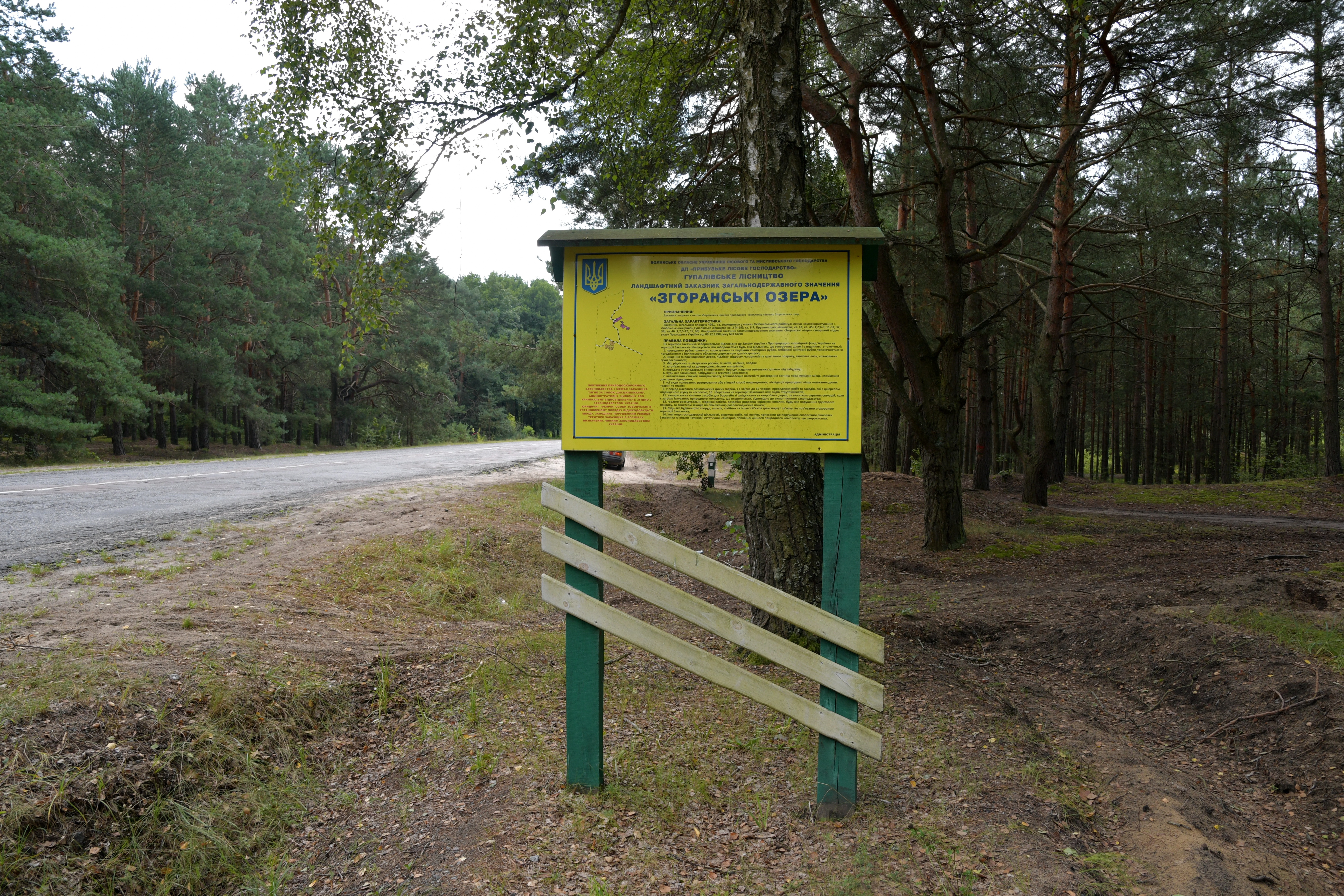
Інформаційна дошка
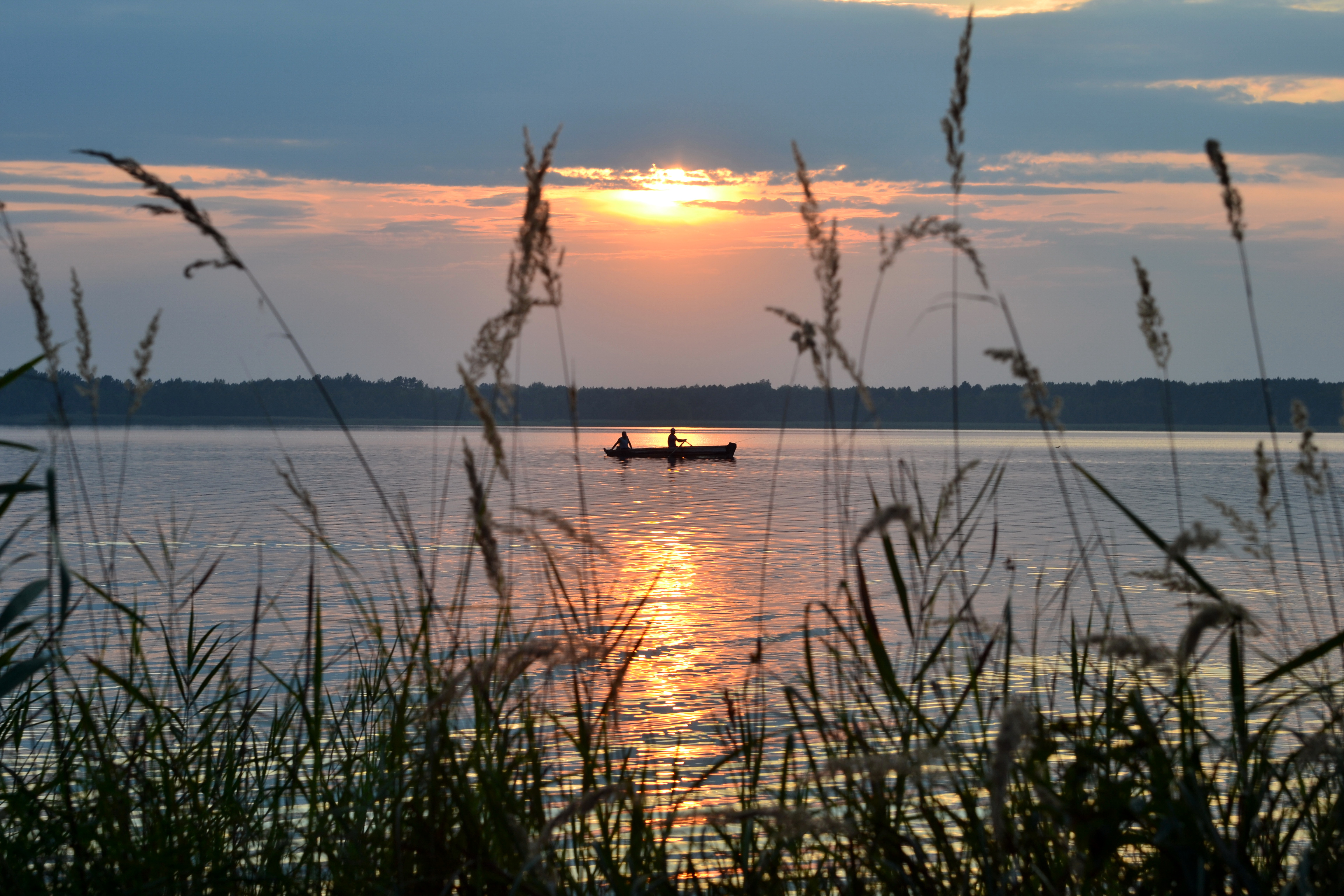
Велике Згоранське у серпні
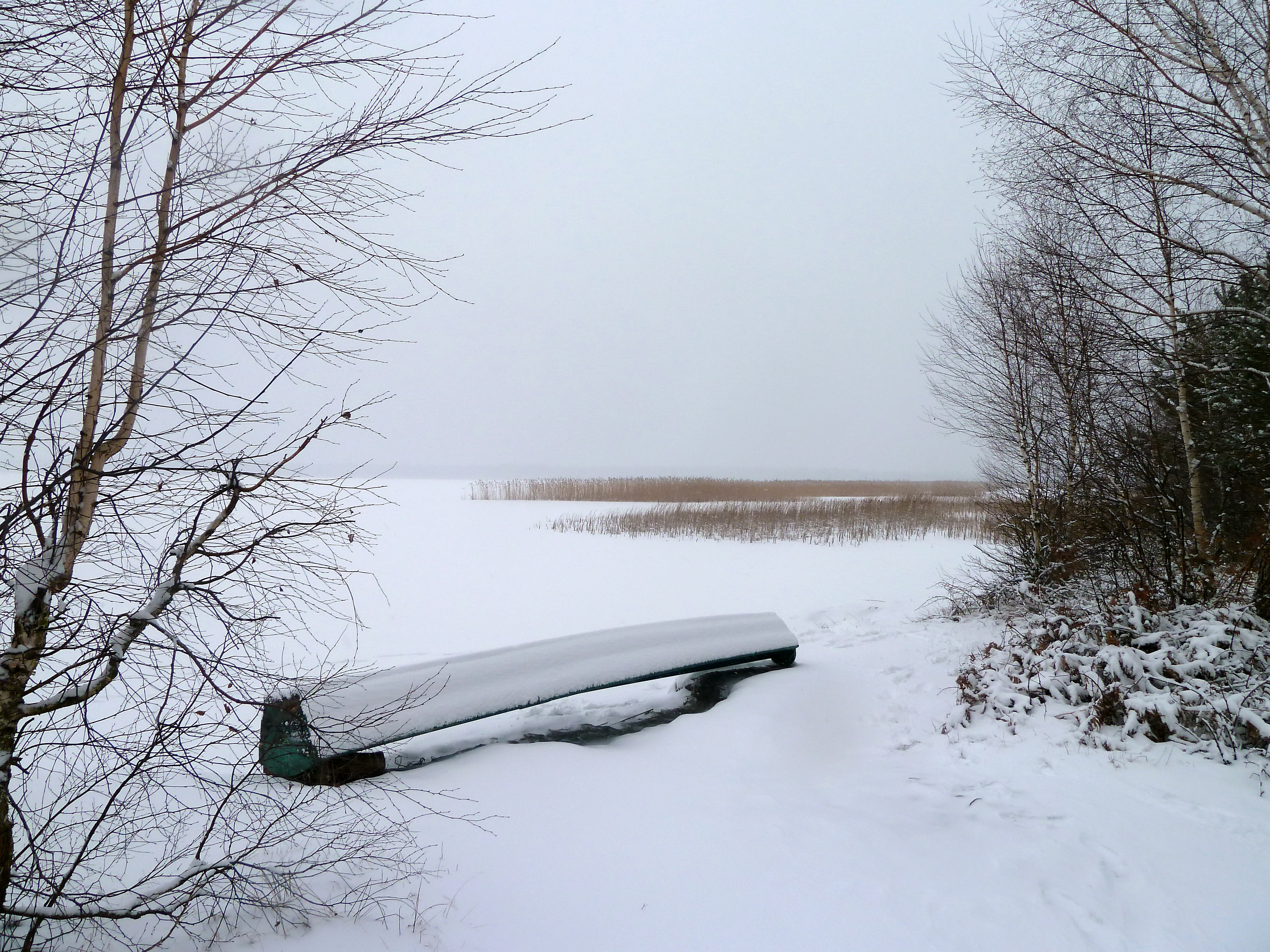
Велике Згоранське у січні
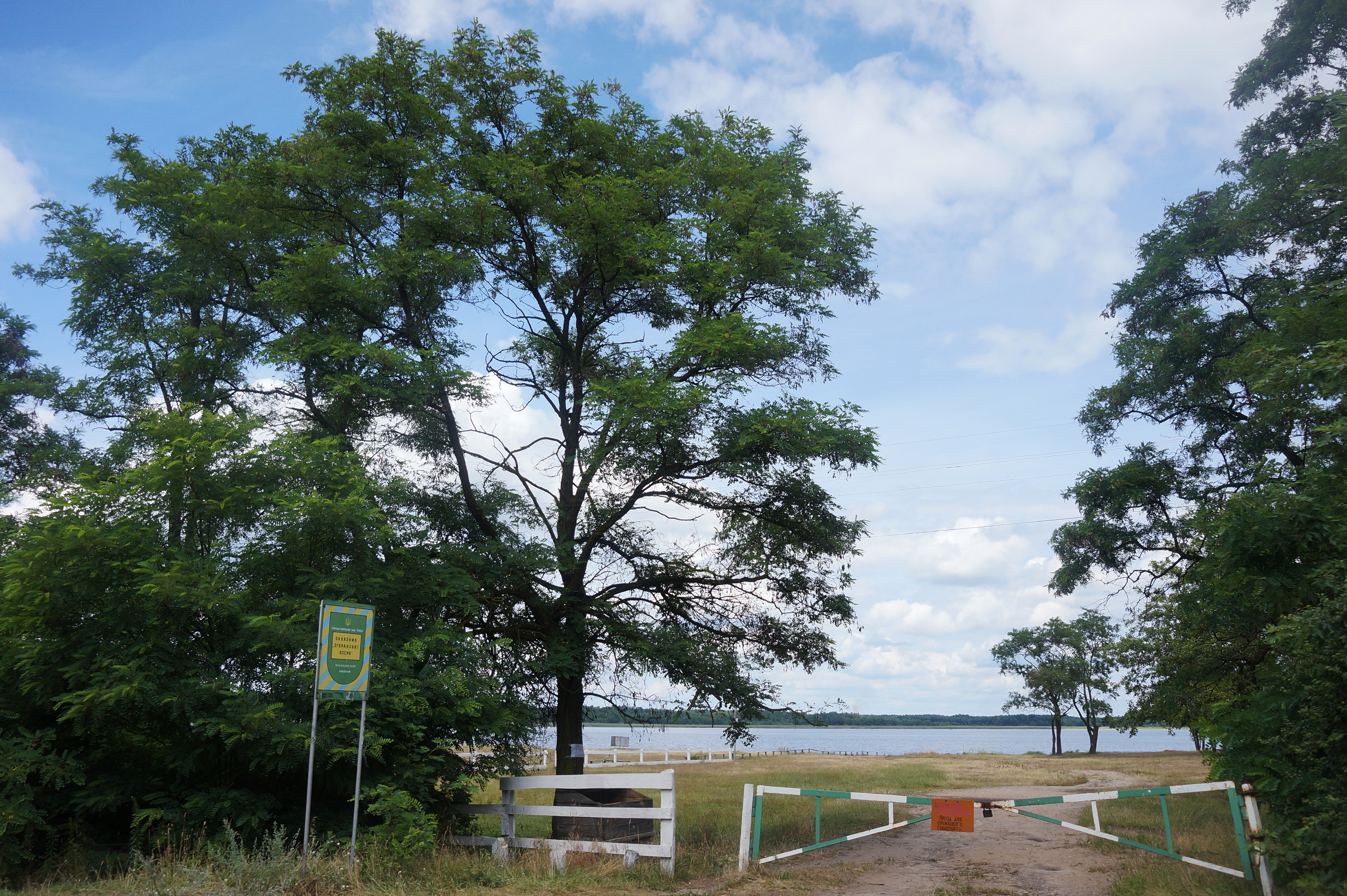
Велике Згоранське у липні
Велике Згоранське (панорама)
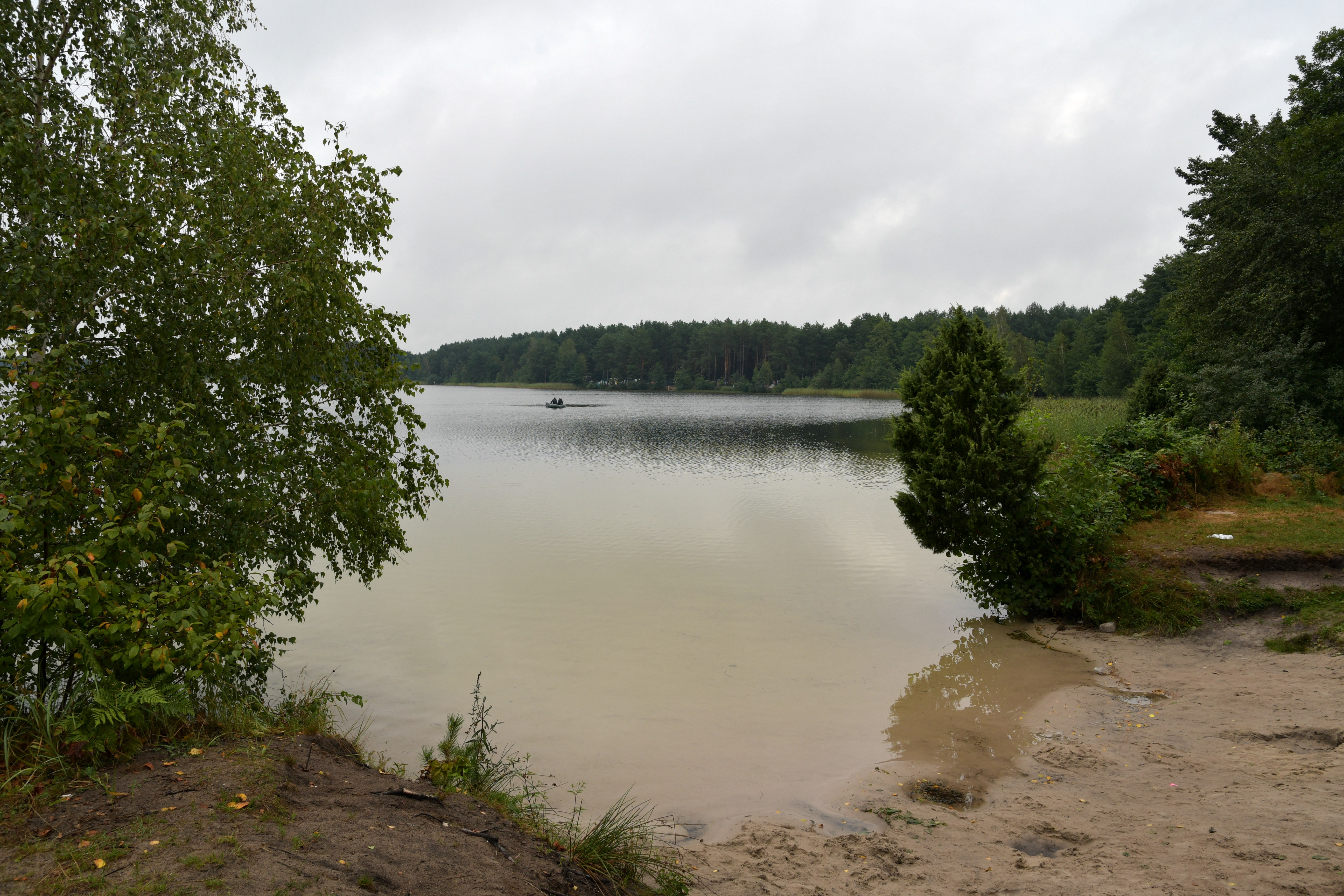
Мале Згоранське
Оріхівське
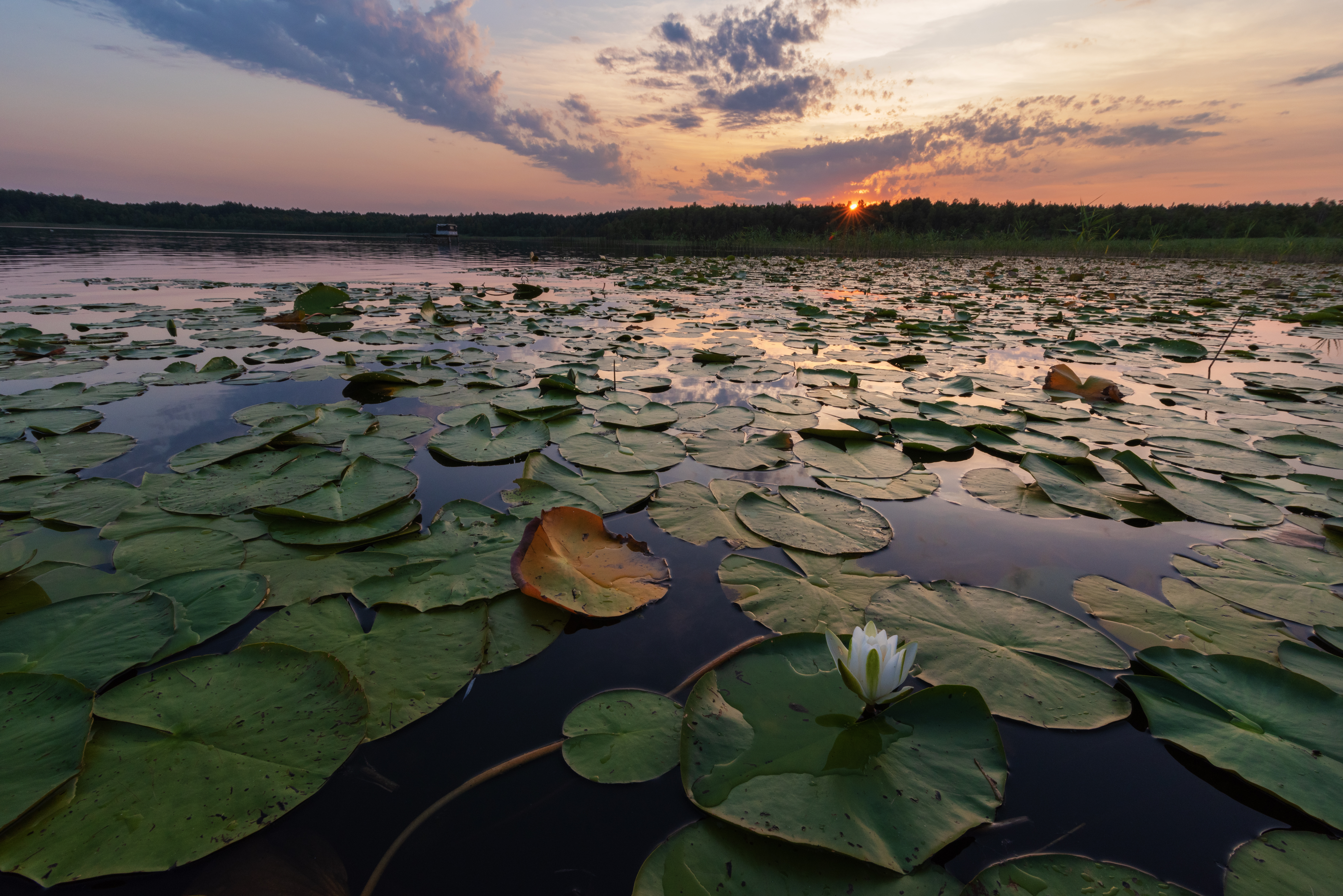
Латаття біле у заказнику
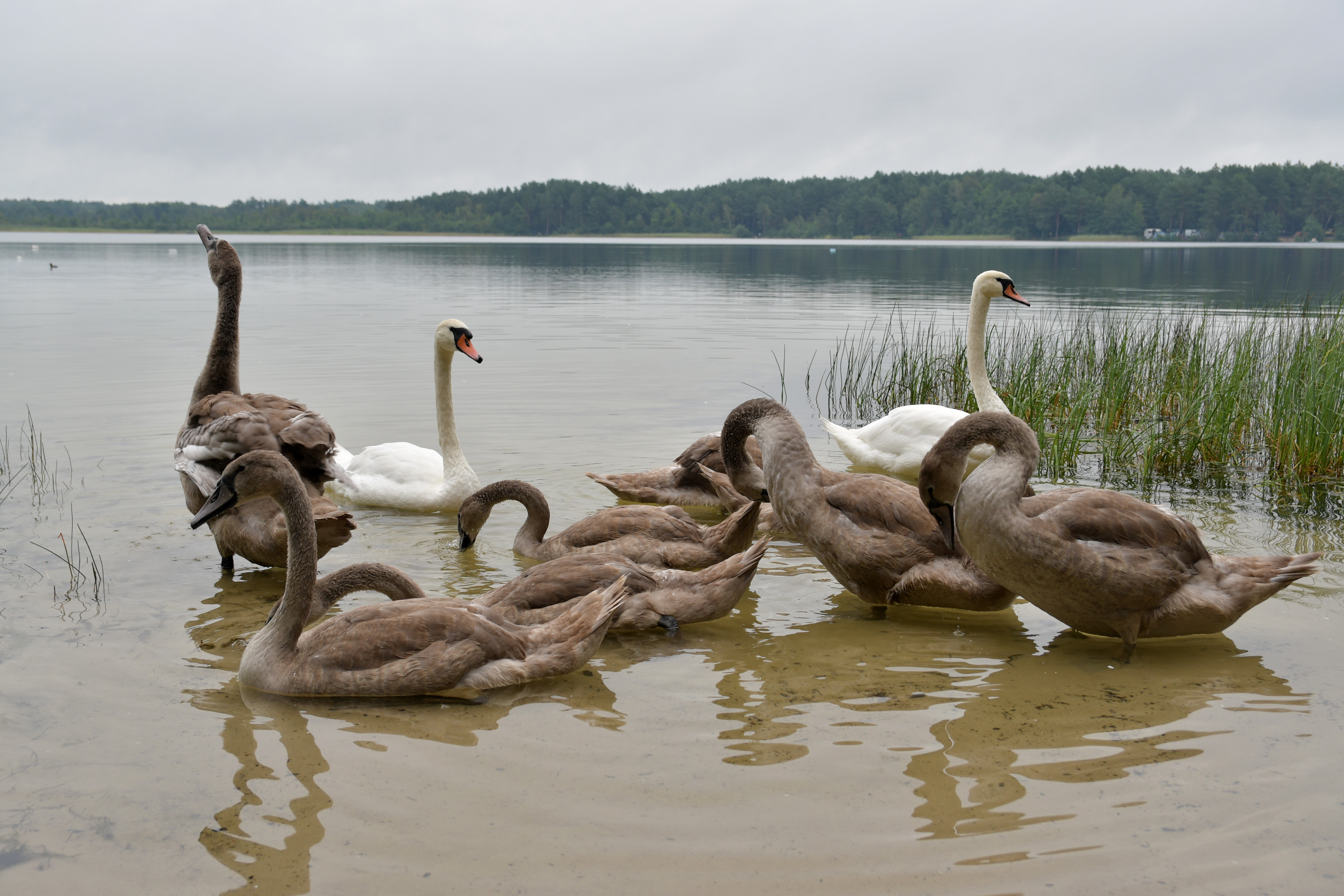
Виводок лебедів-шипунів у заказнику